# Birkstraat 112 (Soest)
Birkstraat 112 is een gemeentelijk monument aan de Birkstraat naar Amersfoort in de gemeente Soest in de provincie Utrecht.
Deze met riet gedekte langhuisboerderij staat op een lichte verhoging aan de Birkstraat tussen Soest en Amersfoort. Achter het huis staat een schuur en een kapberg. De ingang van het huis is in de rechtergevel, en is iets hoger dan de dakgoot. De Bijbelse voorstellingen op de tegeltableaus in de voorkamer dateren uit de tijd van de bouw.
De bij de boerderij horende schaapskooi aan de overkant van de Birkstraat is eveneens met riet gedekt, maar aan de rechterzijde zijn grijze Oudhollandse dakpannen gebruikt.